# Léo Santos (Fußballspieler, 1994)
Leonardo Luiz dos Santos (* 3. Juni 1994 in Itu), auch bekannt als Léo Santos, ist ein brasilianischer Fußballspieler.

## Karriere
Léo Santos erlernte das Fußballspielen in der Jugendmannschaft des Ituano FC im brasilianischen Itu. Hier unterschrieb er 2012 auch seinen ersten Vertrag. Bei dem Verein stand er bis Dezember 2022 unter Vertrag. 2014 wurde er an CS Paraibano ausgeliehen. Von Ende März 2018 bis November 2018 spielte er auf Leihbasis dei AA Ponte Preta. Mit dem Verein aus Campinas spielte er 16-Mal in der zweiten brasilianischen Liga. Der Zweitligist Criciúma EC lieh ihn von April 2019 bis Mai 2020 aus. Für den Klub aus Criciúma bestritt er sieben Zweitligaspiele. Die zweite Jahreshälfte 2021 wurde er an den Zweitligisten Cruzeiro Belo Horizonte verliehen. 12-mal stand er für Cruzeiro in der zweiten Liga auf dem Spielfeld. Im Dezember 2022 zog es ihn nach Asien, wo er ein Thailand einen Vertrag beim Erstligisten Nongbua Pitchaya FC unterschrieb. Am Ende der Saison 2022/23 musste er mit Nongbua als Tabellenvorletzter den Weg in die Zweitklassigkeit antreten. Für den Verein bestritt er 14 Ligaspiele. Nach dem Abstieg verließ er den Verein und schloss sich Ende Juli 2023 dem ebenfalls aus der ersten Liga abgestiegenen Lampang FC an.